# Вираварман
Вираварман (IAST: Vīravarman, кхмер. វីរវម៌្ម, ум. 576) — полуисторический-полулегендарный правитель Ченлы (560—575).

## Биография
Вираварман был сыном Сарвабхаумы. Взошел на престол около 560 года после Шрештхавармана II. В надписях упоминается как один из вассалов Бапнома. Умер предположительно в 576 году.

## Потомки
Упоминается, что его сыновьями были:
- Махендраварман[1]
- Бхававарман I